# Пшеница человеческая
«Пшени́ца челове́ческая» (1922) — статья Осипа Мандельштама. Тесно связанная с другими произведениями поэта, она отражает его представления о настоящем и будущем Европы.

## Создание и издание
Статья «Пшеница человеческая» была написана в Москве в 1922 году и опубликована 7 июня того же года в берлинской эмигрантской газете «Накануне». После публикации статья была забыта (она не упоминается ни у Мандельштама, ни в мемуарных книгах его жены Н. Я. Мандельштам) и не привлекала внимание исследователей.
В 1980—1982 годах филологи Е. А. Тоддес и М. О. Чудакова несколько раз пытались опубликовать статью в СССР, но это им не удалось. В 1982 году филолог Л. С. Флейшман опубликовал её (на русском языке) в венском журнале «Wiener Slawistischer Almanach». На родине поэта статья была опубликована только в 1988 году в третьем «Тыняновском сборнике» в качестве приложения к статье Тоддеса, который отмечал: «Одновременно констатируем изменение условий печатной жизни». Статья перепечатывалась в более позднее время, в том числе во втором томе Полного собрания сочинений и писем Мандельштама (2010).
Известны четыре перевода статьи: армянский (2012), итальянский (2004), латышский (1991) и французский (2004).

## Содержание и анализ
По мнению Флейшмана, статья «Пшеница человеческая» является «одним из важнейших документов творческой биографии Мандельштама». Тоддес видит её ценность в том, что она помогает уточнить репутацию Мандельштама как европейца, и считает, что в ней отражены «представления поэта о настоящем и будущем культуры». Филолог С. С. Аверинцев считает эту «умную, трезвую, реалистическую» статью опровержением мифа о том, что Мандельштам не был способен к рациональному мышлению, и подчёркивает её актуальность (статья Аверинцева впервые вышла в 1990 году).
Статья Мандельштама стоит в одном ряду с другими его произведениями того же или более раннего периода: статьями «Слово и культура» (1921), «Девятнадцатый век» (1922), «Гуманизм и современность» (1923), «О внутреннем эллинизме в русской литературе» (1923); стихотворениями «Зверинец» (1917), «На каменных отрогах Пиэрии…» (1919), «Актёр и рабочий» (1922), «Люблю под сводами седыя тишины…» (1922), «С розовой пеной усталости у мягких губ…» (1922), «Век» (1922), «1 января 1924» (1924), «А небо будущим беременно…» («Опять войны разноголосица…») (1924).
Политический контекст для статьи составляют несколько крупных дипломатических событий, которые произошли в апреле-мае 1922 года: Генуэзская конференция с участием РСФСР, Конференция трёх интернационалов и Рапалльский договор между РСФСР и Веймарской Германией. Мандельштам надеется, что международное сотрудничество вне зависимости от политических различий поспособствует установлению в Европе «возлюбленной тишины».
В то же время статья выходит за рамки злободневных событий. Она резко направлена против национализма и мессианизма:
Всякая национальная идея в современной Европе обречена на ничтожество, пока Европа не обретет себя как целое, не ощутит себя как нравственную личность. Вне общего, материнского европейского сознания невозможна никакая малая народность. Выход из национального распада, из состояния зерна в мешке к вселенскому единству, к интернационалу лежит для нас через возрождение европейского сознания, через восстановление европеизма как нашей большой народности.
Мандельштам высказывает основные положения своего европеизма, который предстаёт как сочетание христианства и гуманизма. Олицетворением европеизма для Мандельштама становятся такие писатели и мыслители, как И. Кант, И. В. Гёте, А. И. Герцен (который «бродил по странам Запада» — отсылка к фразе К. Маркса «Призрак бродит по Европе»), Н. М. Карамзин, Ф. И. Тютчев. В этой идее европеизма присутствуют и черты утопии, которые отличают статью от остальной прозы Мандельштама. Защищая гуманизм и провозглашая новый восход Европы, Мандельштам полемизирует со статьёй А. А. Блока «Крушение гуманизма» (1919) и книгой О. Шпенглера «Закат Европы» (1918). Статья Мандельштама перекликается со статьёй Л. Д. Троцкого «О своевременности лозунга „Соединённые Штаты Европы“» (1923).
Мандельштам выдвигает «пафос всемирной домашности», «домовитости и хозяйственности» в противовес старой концепции политики, отождествляет «добро в значении этическом и добро в значении хозяйственном». Его представления о послевоенном и послереволюционном мире выражаются формулой «существенная культурно-экономическая жизнь народов».
Всю статью, начиная с названия, пронизывает «хлебная» метафорика, её основные метафоры — зерно, пшеница, хлеб. В других произведениях Мандельштама эти метафоры обозначают разные явления культуры: поэзию, религию, будущее человечества. В «Пшенице человеческой» добавляется ещё одно значение: народ, понимаемый как носитель интерэтнической культуры, «большая народность» Европы.
Прослеживаются связи статьи как с христианской символикой (евангельская притча о сеятеле и другие отсылки к Новому Завету), так и с кругом архаических представлений (жизнь человека как возрастание на поле, умирающее и воскресающее зерно, война как сеяние, молотьба как половой акт, жертвоприношение). В финале статьи упоминается мифологический сюжет о похищении Европы, который связывает её с опубликованным в той же газете «Накануне» стихотворением «С розовой пеной усталости у мягких губ…» и трактуется как миф о первопредке.
Важны для статьи мотивы землетрясения и катастрофы. Революция представляется как катастрофа, которая влияет на жизнь страны. Мандельштам задаётся вопросом: «кремнёвый топор классовой борьбы» только убивает или, убивая, строит новый мир?
В статье также присутствуют буддийские мотивы.

### Издания
- Мандельштам О. Э. Пшеница человеческая // Накануне. — 1922. — 7 июня (№ 58). — С. 2—3.
- Мандельштам О. Э. Пшеница человеческая // Wiener Slawistischer Almanach. — 1982. — Bd. 10. — S. 454—461.
- Мандельштам О. Э. Пшеница человеческая // Тыняновский сборник: Третьи Тыняновские чтения. — Рига: Зинатне, 1988. — С. 214—218.
- Мандельштам О. Э. Пшеница человеческая // Полное собрание сочинений и писем: В трёх томах. — М.: Прогресс-Плеяда, 2010. — Т. 2. Проза. — С. 82—87. — 760 с.

### Исследования
- Аверинцев С. С. Судьба и весть Осипа Мандельштама // Аверинцев и Мандельштам: Статьи и материалы. — М.: РГГУ, 2011. — С. 37—120. — 311 с.
- Глазова Е., Глазова М. «Подсказано Дантом». О поэтике и поэзии Мандельштама. — Киев: Дух i літера, 2012. — 724 с.
- Дутли Р. «Век мой, зверь мой». Осип Мандельштам. Биография. — СПб.: Академический проект, 2005. — 432 с.
- Мандельштамовская энциклопедия : в 2 т. / Гл. ред. П. М. Нерлер, О. А. Лекманов. — М. : Политическая энциклопедия, 2017. — Т. 1. — 574 с. — ISBN 978-5-8243-2096-1. — ISBN 978-5-8243-2176-0 (т. 1).
  - Приложение 9: О. Э. Мандельштам. Переводы на иностранные языки и рецепция за рубежом // Мандельштамовская энциклопедия : в 2 т. / Гл. ред. П. М. Нерлер, О. А. Лекманов. — М. : Политическая энциклопедия, 2017. — Т. 2. — 485 с. — ISBN 978-5-8243-2096-1. — ISBN 978-5-8243-2178-4 (т. 2).
- Мец А. Г. и др. Комментарии // Мандельштам О. Э. Полное собрание сочинений и писем: В трёх томах. — М.: Прогресс-Плеяда, 2010. — Т. 2. — С. 471—745. — 760 с.
- Нерлер П. М. Con amore: Этюды о Мандельштаме. — М.: Новое литературное обозрение, 2014. — 856 с.
- Сурат И. З. Мандельштам и Пушкин. — М.: ИМЛИ РАН, 2009. — 384 с.
- Тоддес Е. А. Статья «Пшеница человеческая» в творчестве Мандельштама 20-х годов // Тыняновский сборник: Третьи Тыняновские чтения. — Рига: Зинатне, 1988. — С. 184—218.
- Flejšman L. Neizvestnaja stat'ja Osipa Mandel'štama // Wiener Slawistischer Almanach. — 1982. — Bd. 10. — S. 451—461.